# Mede (drank)

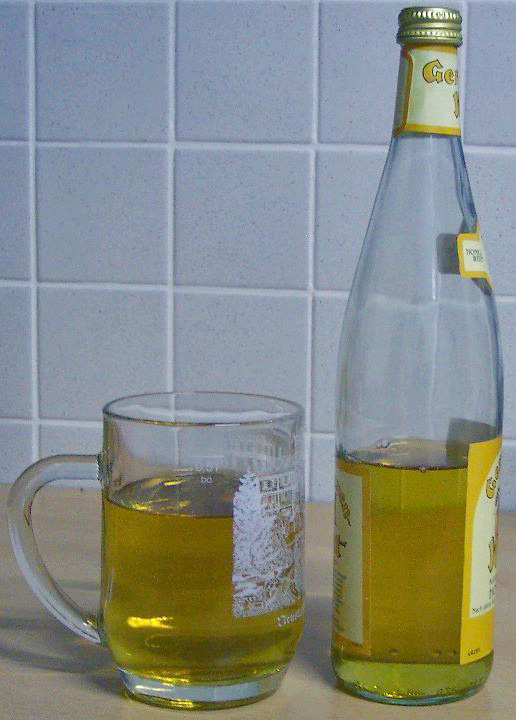
Mede

Mede is een alcoholische drank die gemaakt wordt door honing en water te laten vergisten. Mede is een drank die al minstens 8000 jaar gedronken wordt van Ethiopië - de tej - tot Scandinavië. De drank kan zowel warm als koud gedronken worden.

## Geschiedenis
In de Hindoeïstische veda's wordt mede maddhu genoemd.
De drank was ook bekend in klassiek Griekenland en Rome en was de favoriete drank van stammen in Noord- en West-Europa. In de middeleeuwen bestond het ambacht van de medeblanders.

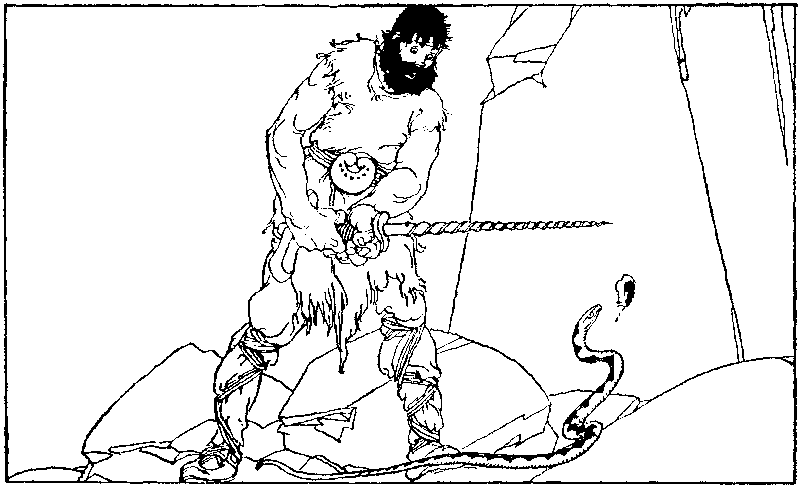
Odin wint de magische godendrank

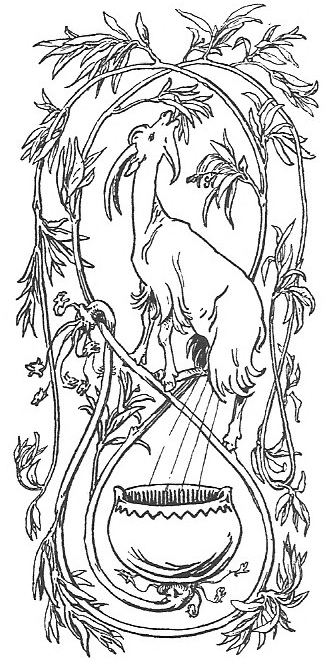
Heiðrun

In de Noorse mythologie is mede de godendrank die bij Odin kennis en wijsheid doet opborrelen. Zijn geest gist erdoor en begint te werken. Deze drank is volgens de Edda door dwergen bereid uit het bloed van Kvasir (een wezentje ontstaan uit het speeksel der verzoening tussen Asen en Wanen) gemengd met honing. Ook Heiðrun geeft mede.

## Soorten
Aangezien er veel verschillende soorten honing bestaan, bestaan er ook verschillende soorten mede. Honing die uit heidegebieden komt smaakt heel anders dan honing uit een appelboomgaard. Ook de zoetheid kan verschillen. Dit kan bijvoorbeeld komen door verschillende soorten gisten, of een andere hoeveelheid honing. Wezenlijk afwijkend van de overwegend zoete smaken is bijvoorbeeld de mede uit honing van de kastanjeboom, waarbij eerder sprake is van een kruidige, pittige smaak dan een zoete.  Net als bij wijn kent mede een onderscheid in zoete mede en bijvoorbeeld halfzoete soorten uit heidehoning of lindebloesemhoning en halfdroge varianten als mede uit dennenhoning. Evenals bij wijn zijn er diverse soorten mede die in smaak verbeteren als deze enige tijd worden bewaard.
Mede hoeft niet alleen uit honing en water te bestaan, maar er kan ook fruit, kruiden of ander voedsel aan toegevoegd worden. Enkele voorbeelden zijn kaneel, kruidnagel, lavendel, veenbessen, sinaasappels of rozenbottels. Mede waar fruit aan is toegevoegd, noemt men melomel. Er bestaan kruidenwijnen waarin honing slechts een toegevoegd, doch overheersend bestanddeel is te midden van diverse andere later toegevoegde bestanddelen. Dit wordt honingwijn genoemd en is beslist iets anders dan mede.  Ook komt het voor dat mede wordt gemengd met andere alcoholische dranken als witte wijn en whisky. Zolang de basis van de drank bestaat uit honing, water en gist, en alleen de honing het gistingsproces heeft doorlopen, kan men spreken van mede. Er bestaan naast deze basale samenstelling ook soorten die in meer of mindere mate versterkt zijn door middel van mutage, de techniek die bijvoorbeeld ook wordt toegepast bij de bereiding van port.
In sommige Belgische streken bestond het gebruik van Wyten-donderdag. Ter gedachtenis van het Laatste Avondmaal wordt 's avonds tarwebrood gegeten (weit = tarwe). Daarbij wordt mede gedronken.

## Productieproces
Er zijn verschillende manieren om mede te maken. Een wijze is om drie kilo honing met 8 tot 10 liter water warm te vermengen zodat er most ontstaat. Hoe warmer het water, hoe makkelijker de honing oplost. Het is echter onverstandig om de most te koken, omdat dit de samenstelling van de honing, en daarmee de uiteindelijke smaak van de mede niet ten goede komt. Als deze most afgekoeld is moet er gist bijgevoegd worden. Overigens is het ook mogelijk de honing bij kamertemperatuur met het water te mengen door flink te roeren. Daarbij is het wel van belang om zeer schoon te werken om besmetting met (melkzuur)bacteriën te voorkomen. Hierna dient de gist te worden toegevoegd. Het type gist dat gebruikt wordt, is van grote invloed op de uiteindelijke smaak van de mede. Over het algemeen is er een voorkeur voor gistsoorten die ook gebruikt worden om witte wijnen als Chardonnay te maken.
Wanneer de gisting na 10 tot 14 dagen rustiger is geworden is het tijd om de drank in een gistingsfles of vat met een waterslot verder te laten gisten. Wanneer er bezinksel in de fles is ontstaan moet de drank overgeheveld worden in een andere fles zonder dat het bezinksel wordt meegenomen. Als de drank uiteindelijk helder geworden is, kan hij gebotteld worden. Overigens kunnen ook goede resultaten worden behaald door de mede meteen na de hoofdgisting te bottelen.